# Erwin Chamberlain
Pour les articles homonymes, voir Chamberlain.
Erwin Groves Chamberlain, dit Murph Chamberlain, (né le 14 février 1915 à Shawville, dans la province de Québec au Canada - mort le 8 mai 1986) est un joueur professionnel canadien de hockey sur glace.

## Statistiques
| Saison     | Équipe                     | Ligue       |     | Saison régulière | Saison régulière | Saison régulière | Saison régulière | Saison régulière |    | Séries éliminatoires | Séries éliminatoires | Séries éliminatoires | Séries éliminatoires | Séries éliminatoires |
| Saison     | Équipe                     | Ligue       | PJ  | B                | A                | Pts              | Pun              | PJ               | B  | A                    | Pts                  | Pun                  |                      |                      |
| 1932-1933  | Primroses d'Ottawa         | OCJHL       | 11  | 7                | 2                | 9                | 19               | 4                | 3  | 1                    | 4                    | 6                    |                      |                      |
| 1933-1934  | New Edinburghs d'Ottawa    | OCSHL       | 4   | 1                | 0                | 1                | 0                | -                | -  | -                    | -                    | -                    |                      |                      |
| 1934-1935  | Copper Kings de Noranda    | GBHL        | 13  | 6                | 5                | 11               | 10               | -                | -  | -                    | -                    | -                    |                      |                      |
| 1935-1936  | Porkies de South Porcupine | GBHL        | 8   | 7                | 0                | 7                | 33               | 2                | 0  | 1                    | 1                    | 11                   |                      |                      |
| 1936-1937  | Frood Tigers de Sudbury    | NBHL        | 15  | 12               | 3                | 15               | 38               | 2                | 0  | 0                    | 0                    | 2                    |                      |                      |
| 1936-1937  | Frood Tigers de Sudbury    | Coupe Allan | -   | -                | -                | -                | -                | 13               | 17 | 3                    | 20                   | 37                   |                      |                      |
| 1937-1938  | Maple Leafs de Toronto     | LNH         | 43  | 4                | 12               | 16               | 51               | 5                | 0  | 0                    | 0                    | 0                    |                      |                      |
| 1938-1939  | Maple Leafs de Toronto     | LNH         | 48  | 10               | 16               | 26               | 32               | 10               | 2  | 5                    | 7                    | 4                    |                      |                      |
| 1939-1940  | Maple Leafs de Toronto     | LNH         | 40  | 5                | 17               | 22               | 63               | 3                | 0  | 0                    | 0                    | 0                    |                      |                      |
| 1940-1941  | Canadiens de Montréal      | LNH         | 45  | 10               | 15               | 25               | 75               | 3                | 0  | 2                    | 2                    | 11                   |                      |                      |
| 1941-1942  | Indians de Springfield     | LAH         | 3   | 2                | 1                | 3                | 0                | -                | -  | -                    | -                    | -                    |                      |                      |
| 1941-1942  | Canadiens de Montréal      | LNH         | 26  | 6                | 3                | 9                | 30               | -                | -  | -                    | -                    | -                    |                      |                      |
| 1941-1942  | Americans de New York      | LNH         | 11  | 6                | 9                | 15               | 16               | -                | -  | -                    | -                    | -                    |                      |                      |
| 1942-1943  | Bruins de Boston           | LNH         | 45  | 9                | 24               | 33               | 67               | 6                | 1  | 1                    | 2                    | 12                   |                      |                      |
| 1943-1944  | Canadiens de Montréal      | LNH         | 47  | 15               | 32               | 47               | 85               | 9                | 5  | 3                    | 8                    | 12                   |                      |                      |
| 1944-1945  | Canadiens de Montréal      | LNH         | 32  | 2                | 12               | 14               | 38               | 6                | 1  | 1                    | 2                    | 10                   |                      |                      |
| 1945-1946  | Canadiens de Montréal      | LNH         | 40  | 12               | 14               | 26               | 42               | 9                | 4  | 2                    | 6                    | 18                   |                      |                      |
| 1946-1947  | Canadiens de Montréal      | LNH         | 49  | 10               | 10               | 20               | 97               | 11               | 1  | 3                    | 4                    | 19                   |                      |                      |
| 1947-1948  | Canadiens de Montréal      | LNH         | 30  | 6                | 3                | 9                | 62               | -                | -  | -                    | -                    | -                    |                      |                      |
| 1948-1949  | Canadiens de Montréal      | LNH         | 54  | 5                | 8                | 13               | 111              | 4                | 0  | 0                    | 0                    | 8                    |                      |                      |
| 1949-1950  | Millionaires de Sydney     | CBSHL       | -   | -                | -                | -                | -                | -                | -  | -                    | -                    | -                    |                      |                      |
| Totaux LNH | Totaux LNH                 | Totaux LNH  | 510 | 100              | 175              | 275              | 769              | 66               | 14 | 17                   | 31                   | 96                   |                      |                      |

## Transactions
- En septembre 1937 : signe avec les Maple Leafs de Toronto.
- Le 10 mai 1940 : échangé aux Canadiens de Montréal par les Maple Leafs de Toronto en retour d'une somme d'argent.
- Le 10 février 1942 : prêté aux Americans de New York par les Canadiens de Montréal en retour de Red Heron.
- Le 1er novembre 1942 : prêté aux Bruins de Boston par les Canadiens de Montréal.
- Le 16 septembre 1949 : signe avec les Millionaires de Sydney comme joueur et entraîneur.

## Équipes entraînées
- Ligue de hockey senior du Cap-Breton
  - Millionaires de Sydney (1949-1950)
- Ligue de hockey majeur des Maritimes
  - Islanders de Charlottetown (1952-1953)
- Ligue de hockey senior de l'Ontario
  - Bulldogs de Sudbury (1958-1959)
- Ligue de hockey professionnel de l'Est
  - Wolves de Sudbury (1960-1961) à (1962-1963)